# Verkehrsgeschichte des Kurfürstentums Sachsen

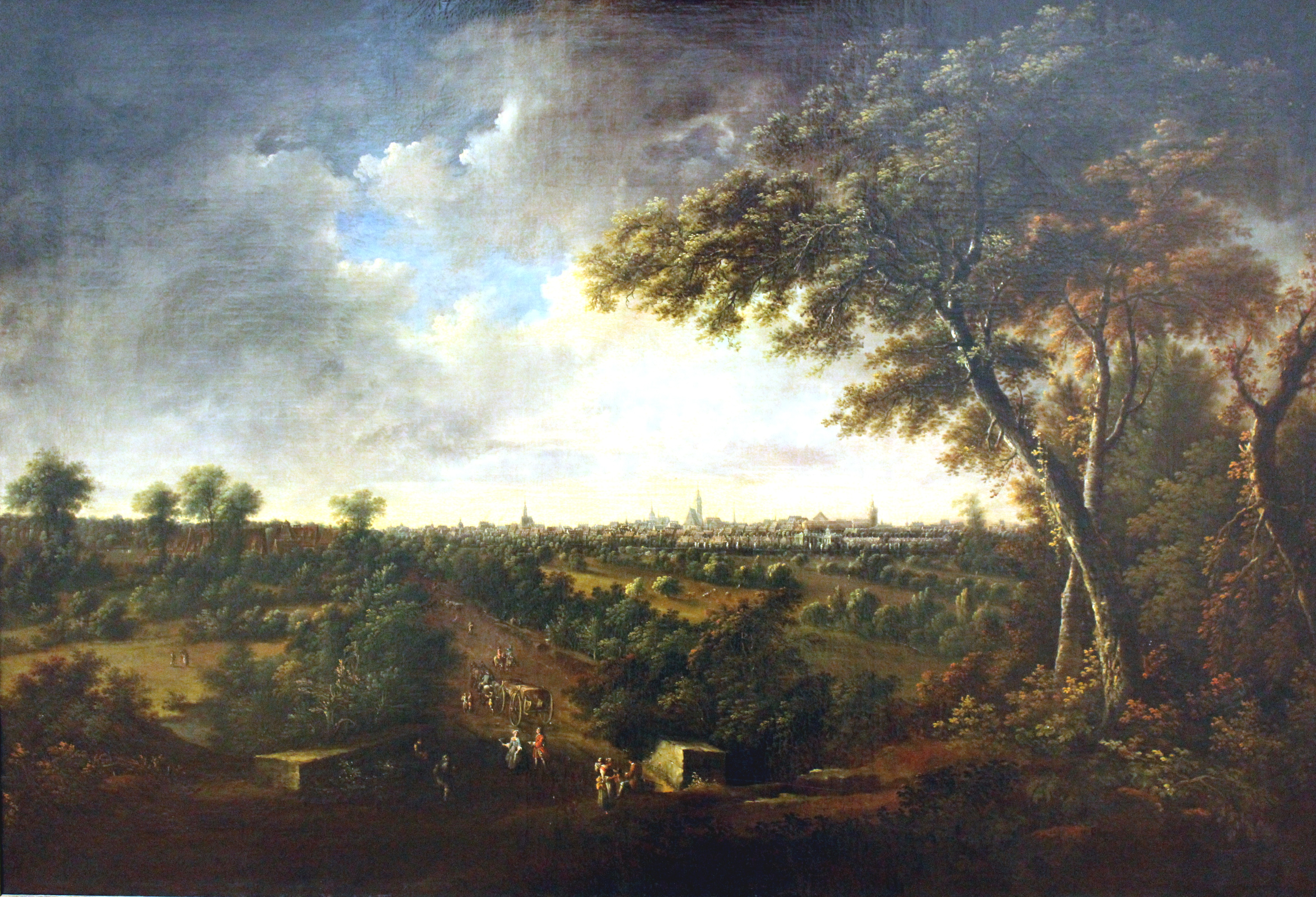
Straßenszene auf dem Gemälde Blick von Lindenau nach Leipzig

Die Verkehrsgeschichte Kursachsens beschreibt die Entwicklung der staatlichen Infrastrukturmaßnahmen im öffentlichen Verkehrs- und Kommunikationssektor des kursächsischen Staatswesen. Der abgebildete Zeitraum umfasst das Hochmittelalter im 15. Jahrhundert und die sich anschließende Frühe Neuzeit bis 1806.

## Überblick
Die Durchdringung des Raumes zur Herrschaftserrichtung und Konsolidierung von Herrschaft durch eine kleine soziale Elite war im Mittelalter in Europa eines der drängendsten logistischen Probleme. Die feudale Herrschaftsform blieb lange ein personeller Verbund aus dem Fürsten und seinem Gefolge einschließlich der niederen Feudalherren. Die fehlende Institutionalisierung der staatlichen Ämter begrenzte den Durchdringungsgrad des sächsischen Territoriums durch die öffentliche Gewalt erheblich. Ein großer Teil der Räume auf sächsischem Territorium blieb unerschlossen und im geschichtslosen Zustand. Der technische Entwicklungsstand war niedrig, die Möglichkeiten zur Überwindung großer Distanzen waren gering, die soziale und geografische Mobilität war insgesamt schwach entwickelt. Befestigte Straßen existierten kaum, reguläre Transportdienste fehlten, eine Raumverzeichnung war nur in Ansätzen bekannt. Die Bindungen im Raum waren durchweg schwach und unregelmäßig und keinesfalls gesichert. Die Via Regia und die Via Imperii waren zwei bedeutende Verkehrswege die den sächsischen Raum durchquerten. Auf ihnen reisten Händler und Reisende und brachten Informationen, Wissen und Waren. Entlang dieser Routen konnten sich vernetzte Orte und Städte als erstes bilden. Darunter waren bereits frühzeitig gewachsene Städte wie Leipzig, Görlitz oder Bautzen.
Die übergreifende Entwicklung in der Zeit der Frühen Neuzeit von 1500 bis 1800 führte in Sachsen zu technischen und gesellschaftlichen Fortschritten und sozialen Differenzierungen. Es bildete sich ein heterogener und zunehmend professionell agierender staatlicher Beamten- und Ingenieurapparat aus. Neben der staatlichen Bürokratisierung bildete der Ausbau der Landesinfrastruktur den zweiten bedeutenden Pfeiler zur Durchdringung des sächsischen Territoriums und zur Errichtung einer geordneten staatlichen Herrschaft. Zu den Aufgabenfeldern der öffentlichen Infrastruktur in der Frühen Neuzeit gehörten die Errichtung von Kanälen, Deichen, Forsten und Straßen. Aus den ersten Regulierungsversuchen im öffentlichen Infrastruktursektor entwickelte sich die heutige weit umfangreichere öffentliche Daseinsvorsorge. Bedeutsam dafür war die Entwicklung des sächsischen Ingenieurkorps innerhalb der sächsischen Armee, die Pionierarbeiten im Land durchführten und halfen die Landesinfrastruktur auszubauen. Die Regulierung und der Ausbau des Wegenetzes bildete nach der Aufnahme der Landesvermessungsarbeiten die weitaus größte und am schwierigsten umzusetzende Landesaufgabe.
Als generelle Grundlage für eine bauliche Erschließung der Landesräume ab dem 15. Jahrhundert gilt der sächsische Landfrieden. Dieser bewirkte die Stabilisierung einer grundlegenden inneren Sicherheit und ermöglichte die Zunahme der allgemeinen Mobilität der Bevölkerung. Das räumliche Ausgreifen des Handels über die Via Regia und den Leipziger Messehandel erhöhte den Bedarf und die Ansprüche der Reisenden nach einer weiter entwickelten Infrastruktur. Die höfische Kultur in Sachsen entwickelte neue Formen und Bedürfnisse die zum Beispiel im Nachrichtenwesen oder im Fremdenverkehr zusätzliche Einrichtungen wie zum Beispiel Gaststätten oder Hotels nach sich zogen.
Hinderlich für die Errichtung einer flächendeckenden Infrastruktur in der Frühen Neuzeit war der begrenzte technische Wissensstand der Zeit und die geringe soziale Mobilität der vormodernen Gesellschaft. Geografische Räume waren im damaligen Verständnis schwer überwindbare Hindernisse. Die Aufrechterhaltung und Betreibung von Netzen und Transfermitteln waren mit einem hohen Aufwand und Kosten verbunden. Die Kontroll-, Übersichts- und Einwirkfähigkeiten über das Territorium durch die verantwortlichen Akteure waren eingeschränkt.
Da wo sich ein dichtes Netz an Infrastruktureinrichtungen entfaltete, waren die Voraussetzungen für eine nachfolgende Besiedelung und Verdichtung des Raumes gegeben. Die Möglichkeit eines schnellen Austausches von Informationen über die im 18. Jahrhundert dicht gestaffelten Postlinien förderte die Vernetzung der Orte im regionalen und überregionalen Raum erheblich und bewirkte einen nachhaltigen Wachstumsschub.

## Einzelaspekte

### Sächsisches Ingenieurkorps
Die militärischen Ingenieure zeichneten sich für die Errichtung der sächsischen Festungen aus. Die Aufgaben der sächsischen Festungen lagen hauptsächlich in der Sperrung von Gebirgspässen nach Böhmen und die Verteidigung der Elbe als Nachschub- und Transportweg. Brandenburg oder Frankreich nutzten Festungen vor allem um ihre Landesgrenzen zu sichern. Sachsen besaß im 18. Jahrhundert noch an Festungen Wittenberg, Pleißenburg, Königstein, Sonnenstein, Stolpen, Torgau, Senftenberg, Freiberg.
Die sächsischen Ingenieure wurden 1712 aus der Artillerieabteilung der Sächsischen Armee als eigenständige Truppeneinheit aufgestellt und formierte somit das erste eigenständige Ingenieurkorps in Deutschland. Die Befehlshaber des Ingenieurcorps standen bis 1745 zugleich an der Spitze des zivilen Oberbauamtes. Die von den Ingenieuren ausgeführten Vermessungen betrafen zum großen Teil die königlichen Güter und Domänen in Sachsen und Polen. Neben den Vermessungen lief gleichzeitig die Instandhaltung der Gebäude und Vornahme von Verbesserungen Hand in Hand; so waren in Polen dauernd Ingenieuroffiziere stationiert, um die königlichen Besitzungen im baulichen Stand zu halten. Tätigkeiten umfassten auch stadtplanerische Aufgaben wie zum Beispiel als 1736 eine genaue Aufnahme und Zeichnung der Vorstädte von Dresden zur Regulierung fertig gestellt wurde. Zur Regelung der Festungs- und anderer militärischer Bauten war im Jahre 1720 die Ober-Militär-Baukommission eingesetzt worden.

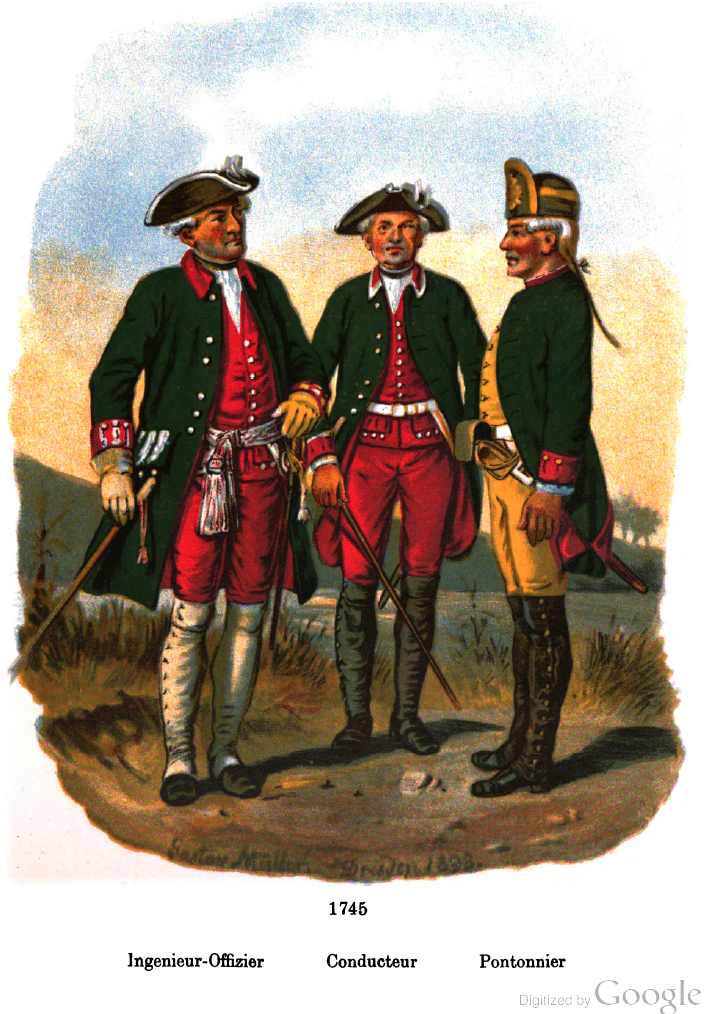
Ingenieur-Korps Uniform um 1745, Johannes Päßler (gezeichnet 1898)
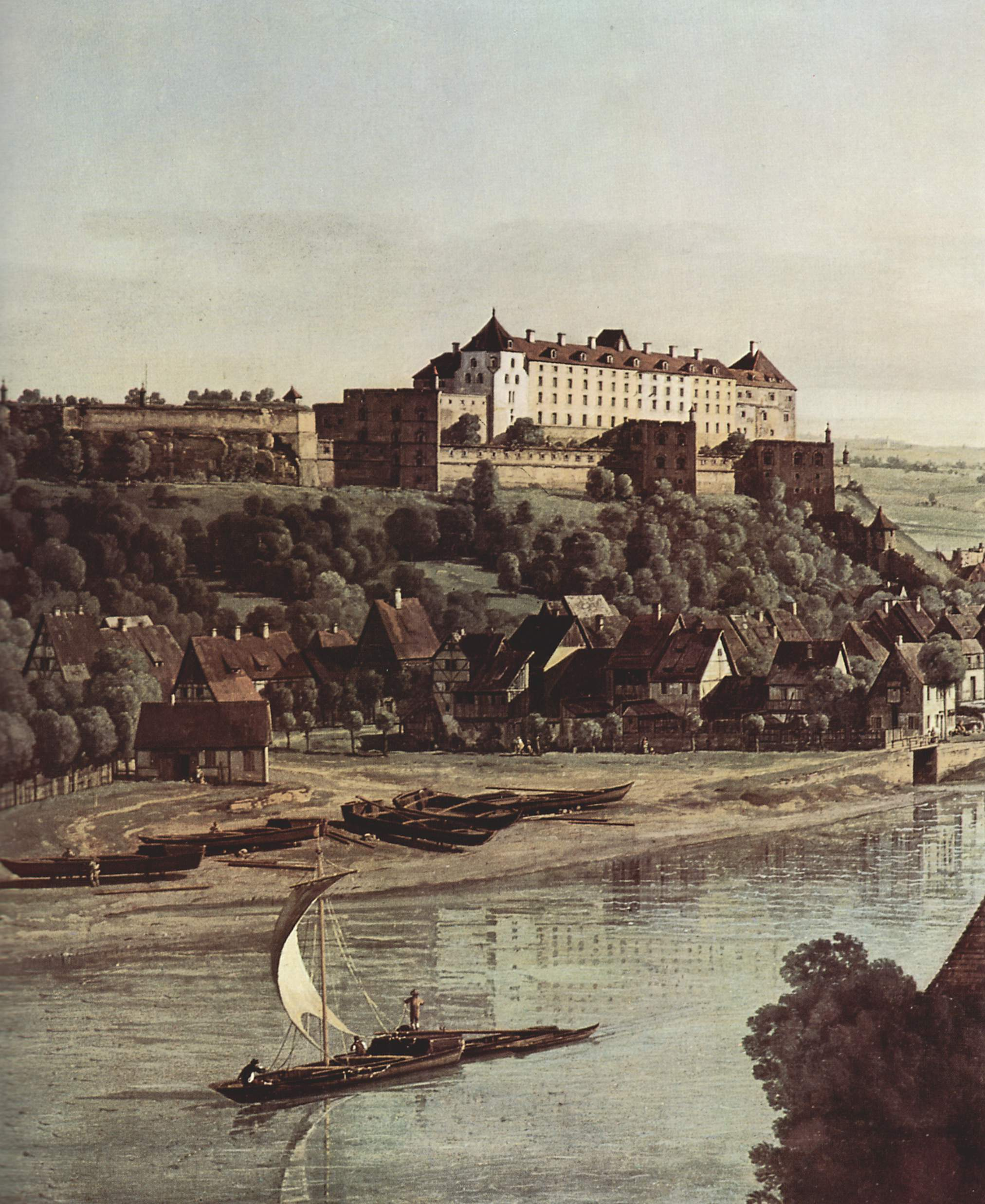
Ansicht von Pirna, Pirna von den Weinbergen bei Prosta aus, mit Festung Sonnenstein, 1753–1755
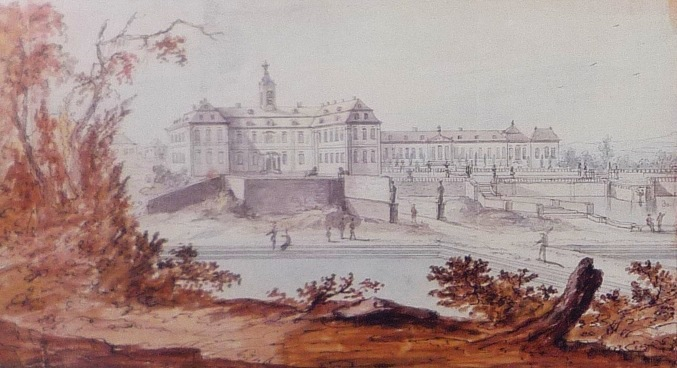
Der Garten mit Schloss und Oberer Orangerie zur Zeit Wackerbarths, Federzeichnung, 1723
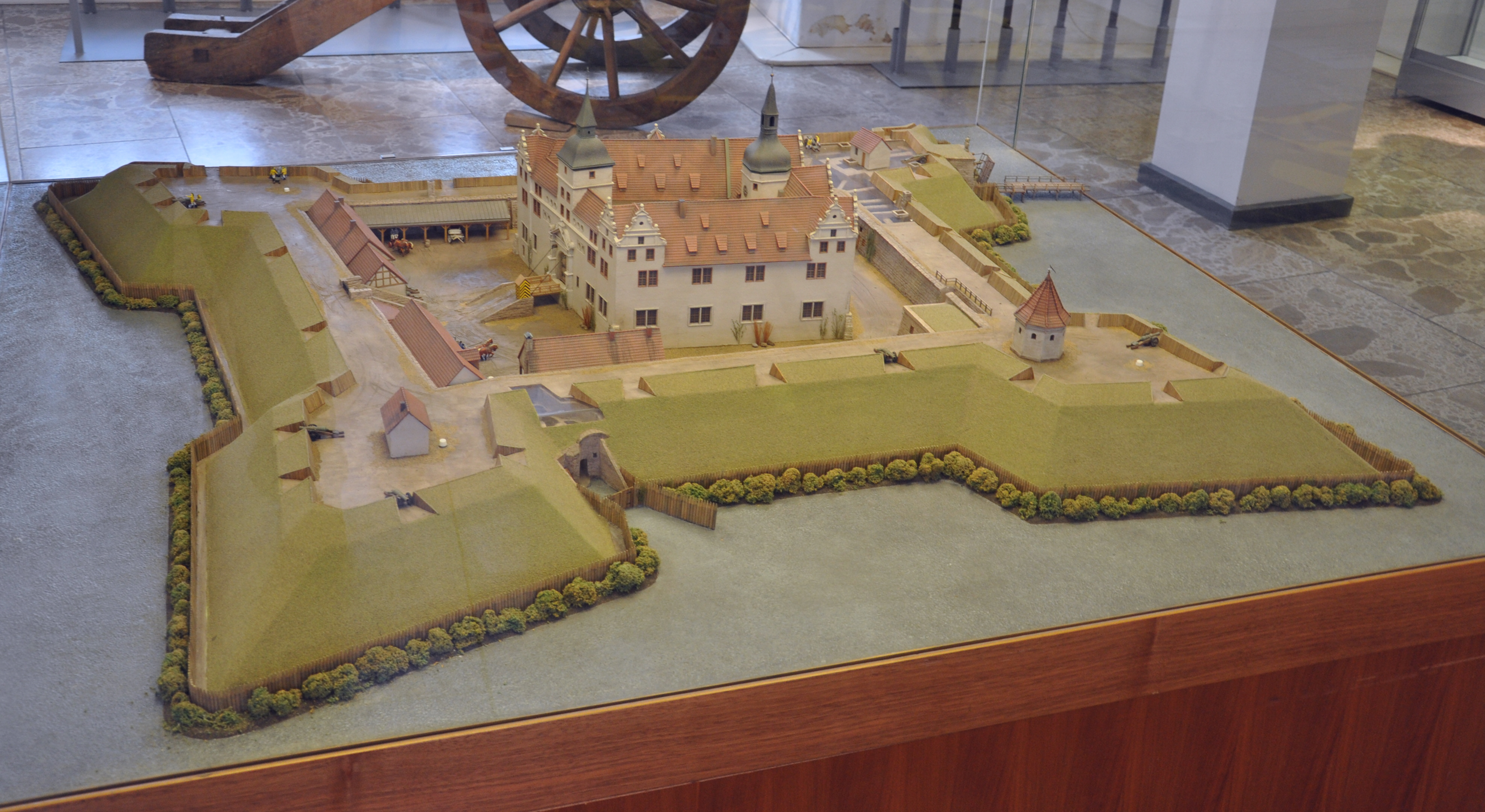
Modell der Festung Senftenberg
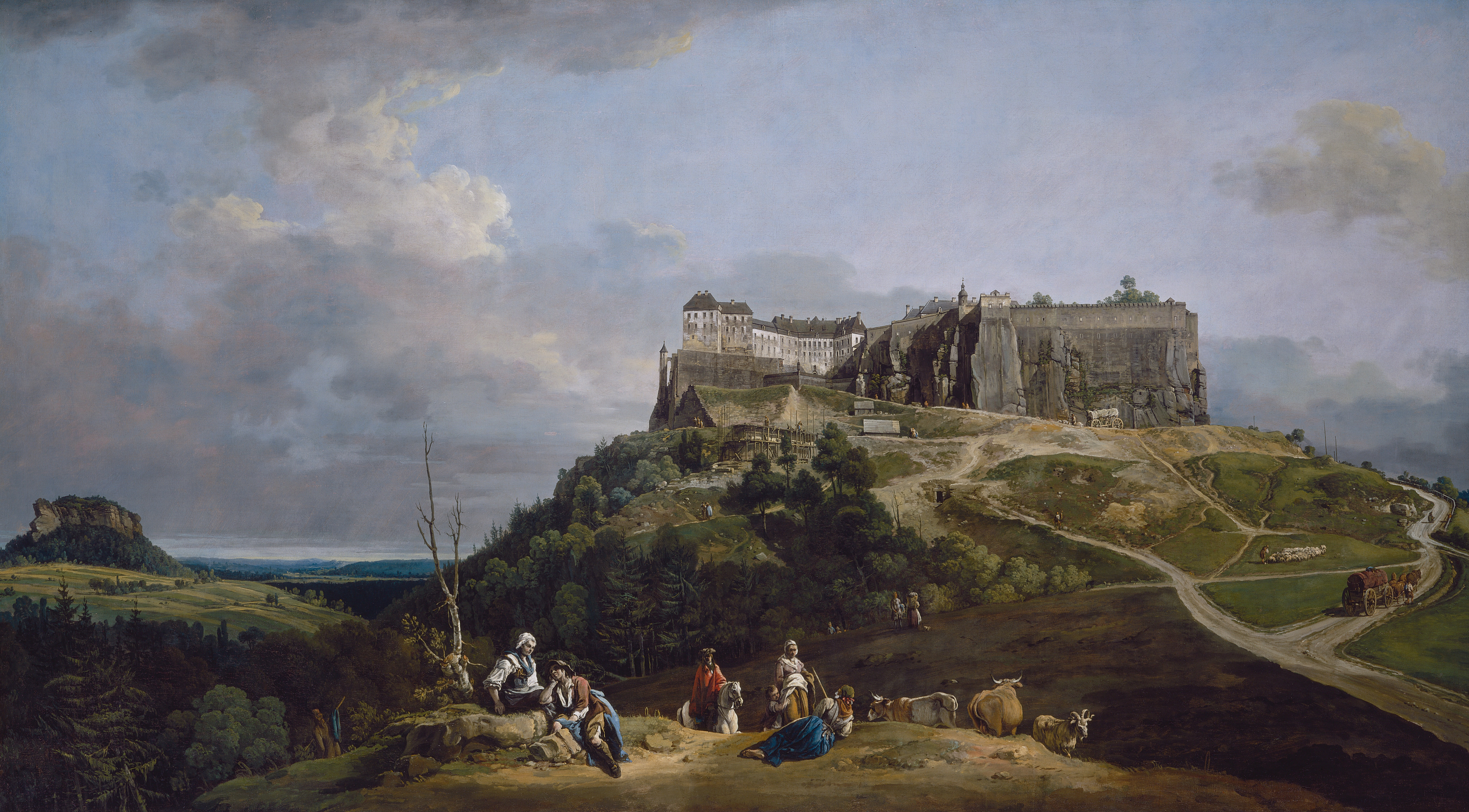
Festung Königstein, in der Sächsischen Schweiz, 1756–1758

Baumeister: Wolf Caspar von Klengel, Christian Friedrich Erndel

### Wegenetz

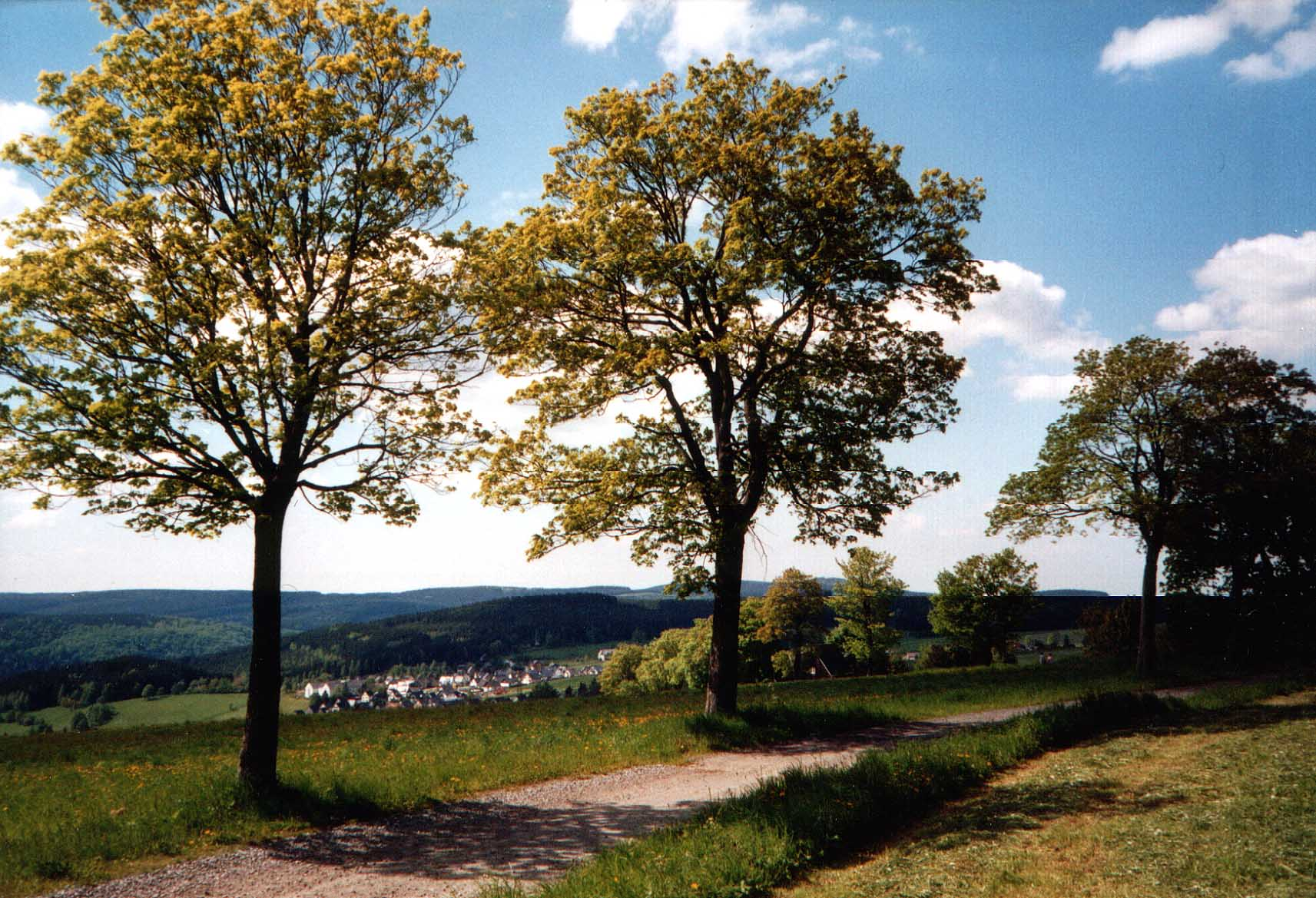
Joachimsthaler Straße bei Breitenbrunn/Erzgeb., ein Nebenweg des Rittersgrüner Passes

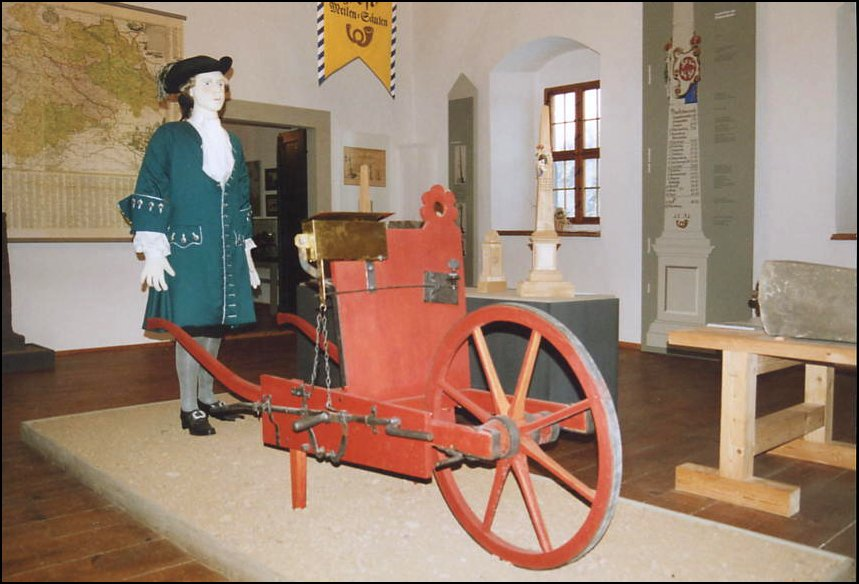
Figurine mit Kondukteur und Einzelrad zur Entfernungsbestimmung in der Dauerausstellung zu den Kursächsischen Postmeilensäulen im Osterzgebirgsmuseum Schloss Lauenstein

Die wirtschaftliche und gesellschaftliche Entwicklung der Neuzeit ist durch eine zunehmende Mobilität charakterisiert, die der Transport von Gütern und Personen über weite Strecken prägte. Der zunehmende Verkehr machte eine Anpassung und Verbesserung der Verkehrswege notwendig. Sachsen war vor allem durch die Via Imperii wie auch die Via Regia an das europäische Wegenetz angeschlossen. Beide waren zentrale Handelsrouten Europas und zogen die größten Verkehrsströme auf sich. Leipzig bildete als Kreuzung beider Handelsrouten auch das Zentrum des sächsischen Wegenetzes.

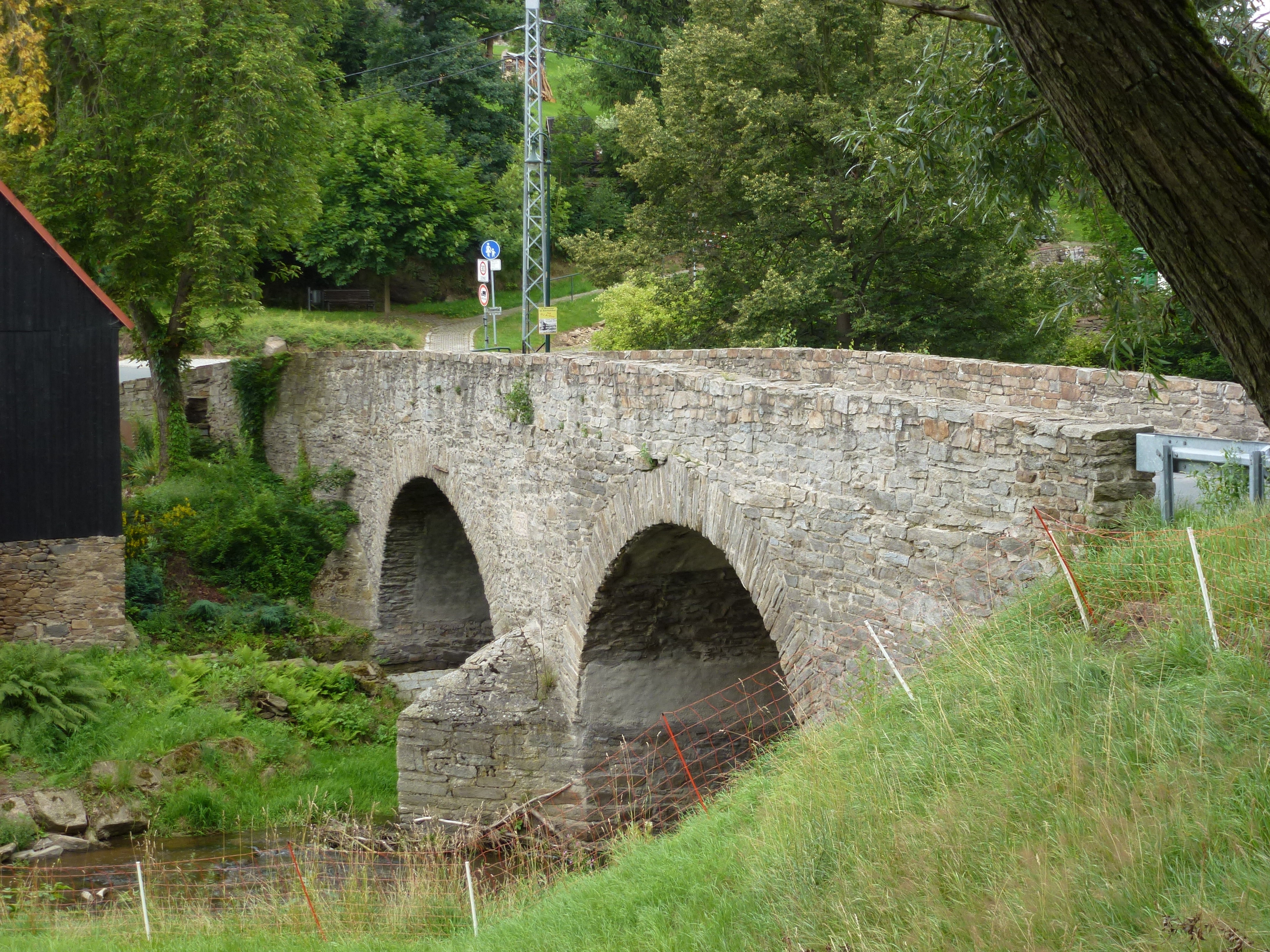
Bogenbrücke in Falkenberg aus dem Jahr 1567

Das Straßenwesen im Kurfürstentum war zeitgemäß in einem schlechten Zustand. Außer fürstlichen Anweisungen zur Verbesserung der Straßen gab es keinen geeigneten behördlichen Unterbau, der die Umsetzung hätte koordinieren und überwachen können. Viele Anordnungen scheiterten vor allem an der fehlenden Finanzierung. Für sie hätten die örtlichen Gemeinden alleine aufkommen müssen. Feste Staatsbudgets für den Straßenbau kamen erst viel später auf.
Infrastrukturelle Neuerungen kamen mit der Verzeichnung der Landesstraßen in einem Kataster von 1691 bis 1694. Das erste allgemeine Straßenbaumandat von 1706 hatte eine Vereinheitlichung der Bautechnik zum Ziel und schrieb die Straßenbreite fest.
Systematische Straßenbauaktivitäten setzten in Sachsen erst im letzten Drittel des 18. Jahrhunderts ein. In der „Generalinstruktion vor die Straßenkommission“ vom 25. Januar 1765 gelang es, die Wende im Straßenbau herbeizuführen. Mit dem Straßenbaumandat vom 28. April 1781 wurden die Organisation und die technische Bauausführung geregelt und die Zuständigkeit für die Unterhaltung und den Ausbau der wichtigsten Straßen auf den sächsischen Staat übertragen. Die Vorarbeiten für das wegweisende Straßenbaumandat wurde vom sächsischen Kabinettsminister und Hüttenbesitzer Detlev Carl von Einsiedel getroffen. Dieser hatte als Unternehmer ein vitales Interesse an geregelten Verkehrsverhältnissen als materielle Voraussetzung für eine intensivierte Warenzirkulation.
Der Zustand der Straßen besserte sich gegen Ende des 18. Jahrhunderts, als auch in Sachsen mehr Chausseestraßen als Bauform mit festem Untergrund errichtet wurden und die Rückständigkeit im Straßenbau allmählich überwunden wurde. Bis dahin waren Ausbesserungen nicht systematisch erfolgt. Fortan kamen über Böhmen und Österreich vermittelt die in Frankreich praktizierten Straßenbaumethoden zur Anwendung im sächsischen Kunststraßenbau.

### Elbflussverkehr

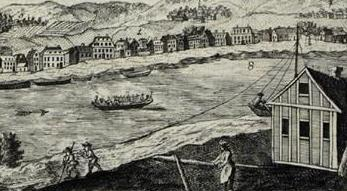
Treideln auf der Elbe bei Laubegast, um 1800

Ein Großteil des Handelsverkehrs von und nach Böhmen und zu den norddeutschen Hansestädten lief über die Elbe. Der Strom verschaffte unterschiedlichen Berufen eine Erwerbsgrundlage. Schiffer, Fischer und Bomätscher, also Treidler, bezogen durch die Elbe ihr Einkommen. Die Bewohner der flussnahen Orte Sachsens lebten vom Schiffsverkehr und von den Steinbrüchen, die ohne die günstige Möglichkeit, die Steine auf dem Wasserweg wegzubringen, nicht betrieben worden wären.

### Wegzeichen
Bis zum Ende des 17. Jahrhunderts gab es in Sachsen als auch anderswo kaum oder gar keine Entfernungs- oder Ortsangaben entlang der Wege. Die Straßenführung war damit kaum transparent und für Ortsfremde schwer zu antizipieren.
Seit 1682 markierten hölzerne Wegzeichen, so genannte Armsäulen an Abzweigungen das kursächsische Wegenetz. Im Zuge der Zweiten sächsischen Landesvermessung ab 1713 wurden zusätzliche hölzerne Distanzmarkierungen errichtet. Damit bereiteten sie die Aufstellung steinerner Markierungen, der Meilensteine vor.
Die sächsischen Wegweiser sollten laut kurfürstlicher Anordnung von 1721 entlang der Hauptstraßen in regelmäßigen Abständen errichtet werden. Die Postmeilensäulen wurden ab 1722 landesweit errichtet und zeigten das Straßennetz für Fahrende und Reisende im Straßenverlauf an. Trotz Schwierigkeiten bei der Umsetzung aufgrund des Widerstands der kommunalen Verantwortlichen wurde das sächsische Wegweisersystem zum Vorbild für die anderen Staaten im Reich.
Die in steinerne Obelisken eingemeißelten Entfernungsangaben in Wegstunden waren ein wichtiges Symbol eines neuen Raumdenkens, das eine zunehmende Kontrolle und Hegemonie auch über entfernte und abgelegene Landstriche durch eine staatliche Ordnung aufzeigte.

### Landesvermessungen
Die vormoderne sächsische Gesellschaft kannte noch keinen geregelten Postdienst oder präzise Landkarten. Menschen und Nachrichten bewegten sich bis zur Erfindung der Telegrafie am Ende des 18. Jahrhunderts mit der gleichen Geschwindigkeit fort. Noch bis zum Dreißigjährigen Krieg wurden auf Wagen nur Kaufmannswaren transportiert. Personen mit oder ohne Botschaften reisten jedoch zu Fuß oder zu Pferd.
Als Vorbedingungen administrativer und politischer Anordnungen wurde daher das Raumwissen in Sachsen frühzeitig und systematisch erschlossen. Dafür wurden die Zwischenräume zwischen den Siedlungspunkten in das Blickfeld genommen und die Landesterritorien gemessen, kartografiert und mit Wegmarkierungen versehen.
Die erste Karte der wettinischen Lande war 1566 von dem Theologen Hiob Magdeburg erstellt worden. Sie diente allein repräsentativen Zwecken und hing als Prunkstück in der fürstlichen Kunstkammer. Die erste sächsische Landesvermessung fand zwischen 1586 und 1633 statt. Damit verfügte man in Sachsen zwar bereits über Landkarten. Diese fanden aber keine praktische Anwendung.
1713 wurde die Zweite sächsische Landesvermessung unter Leitung von Adam Friedrich Zürner begonnen. Diese hatte das Ziel, eine präzise Postkarte zu erstellen. Zusammen mit etlichen Gehilfen hatte er in zwei Jahrzehnten das sächsische Land vermessen und davon 141 große und 761 kleinere topografische Karten gezeichnet. Nach dem Tod von Zürner wurden seine Arbeiten in den Atlas Saxonicus novus gebündelt und herausgegeben.
Die Meilenblätter von Sachsen sind das Ergebnis der dritten kursächsischen topografischen Landesaufnahme nach französischem Vorbild, die mit Unterbrechungen zwischen 1780 und 1825 durchgeführt wurden. Sie sind der dritte Anlauf beim Versuch eine detailgenaue Landkarte Sachsens zu erstellen und standen unter Leitung des sächsischen Militärs unter Führung von Friedrich Ludwig Aster, Kommandant des sächsischen Ingenieur-Corps. Als Ergebnis dieser Triangulation entstanden bis 1806 mehr als 400 Meilenblätter.

### Kommunikation
Der Zustand der Infrastruktur des Kommunikationswesens in einem Land war in der Frühen Neuzeit ein Gradmesser für das Entwicklungsstadium eines Landes. Folglich kam der Errichtung von dichten Kommunikationsnetzen eine hohe Bedeutung zu. Reguläre Nachrichtenverbindungen und -dienste waren zu Beginn der Frühen Neuzeit unterentwickelt. Nachrichten, Waren und Reisen benötigten daher sehr lange um ihren Bestimmungszweck zu erreichen und waren mit einem hohen Suchaufwand verbunden, da es keine regulären Liniendienste gab.

#### Kursächsische Post

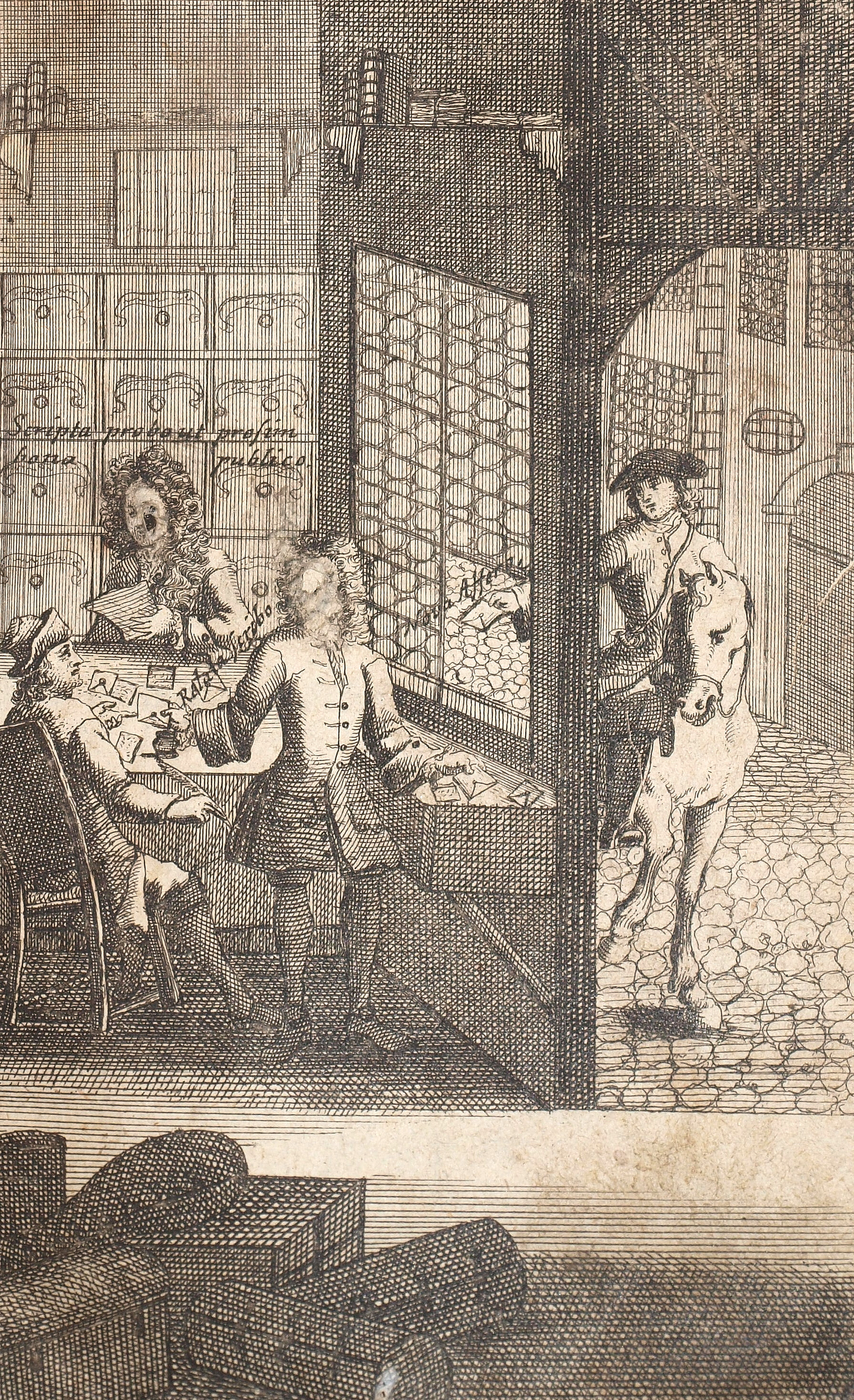
Kupferstich Frontispiz aus MELISSANTES, GEOGRAPHIA NOVISSIMA, Teil 2, Frankfurt, Leipzig [und Erfurt] 1713 mit Darstellung einer Poststation und ankommender reitender Post um 1708

Früher chursächsischer Postwagen, ungefedert

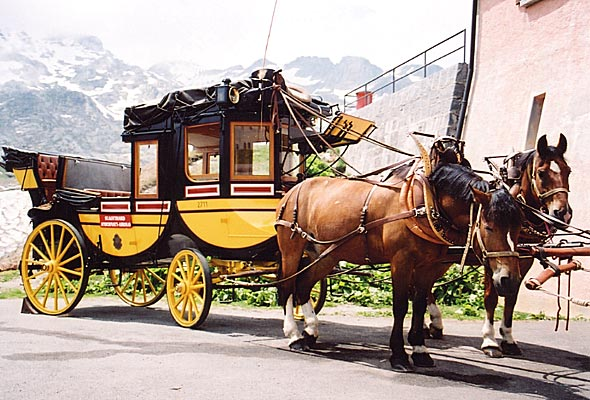
Postkutsche auf dem Gotthardpass, Schweiz

Die Anfänge einer regulären Postanstalt in Sachsen gehen auf die Zeit um 1500 zurück. Für die Kommunikation des Fürstenhofes wurde eine kurfürstliche Hofpost eingerichtet. Dieses behördliche Botensystem war nicht öffentlich und nur auf den Personenkreis um den Kurfürsten beschränkt.
Die Entwicklung der Post in Sachsen wurde vor allem von äußeren Einflüssen angestoßen. Die allgemeine Entwicklung der Reichspost wurde maßgeblich vom Heiligen Römischen Reich und namentlich der Familie von Thurn und Taxis vorangetrieben, denn dieses besaß das Regal. Mit dem Regierungsantritt Kaiser Karls V. wurden die unter Maximilian noch fluktuierenden Postkurse auch in Deutschland zur festen Institution, sie wurden auf feste Straßen, die Poststraßen, festgelegt. Mit dieser Fixierung und der Öffnung der Kanäle wurde das Stafettensystem der Post rasch für andere Kunden interessant, für Territorialherren, Kaufleute und Magistrate. Der gesamte Westen Deutschlands wurde mit dem Botennetz der kaiserlichen Post durchdrungen. Freie Unternehmer aus den Reihen der Städter bauten nun gegen Privilegierung auf eigene Kosten funktionierende Postwesen auf. Es entstand eine lebhafte Konkurrenz um das neue Kommunikationswesen. Der Versuch des Kaisers, das Postwesen 1597 zu einem Regal und damit zum Monopol der seit 1490 bestehenden Kaiserliche Reichspost zu machen, stieß aber auf erbitterten Widerstand der Landesfürsten. Denn dies hätte die Souveränität der Landesfürsten in einem sensiblen Bereich eingeschränkt. Von dieser Situation profitierten die sächsischen Kurfürsten denn sie konnten ihre eigene Machtstellung auf Kosten von der des Kaisers weiter ausbauen. So wurde das Postrecht des Landesherren zu einem raumgreifenden Herrschaftsinstrument, das bis hin zum Informations- und Zeitungswesen reichte. Die sächsischen Kurfürsten betrachteten die Post auch als eine Einnahmequelle und überließen zeitweilig die Führung des Postgeschäfts Fachleuten, die das Unternehmen insgesamt pachteten.
In Sachsen zeichnete sich besonders die Botenanstalt der Stadt Leipzig als weit vernetzte Posteinrichtung aus. Die Leipziger Botenanstalt führte Korrespondenz auch auf den Fernverbindungen nach Breslau, Prag, Nürnberg und Hamburg. Noch vor dem Dreißigjährigen Krieg begann die Umgestaltung dieser Anstalt in ein staatliches Postamt und 1613 wurde offiziell die staatliche sächsische Post gegründet, die zunächst als Fußpost eingerichtet wurde und später als Reiterpost weiter ihre Dienste verrichtete. Leipzig setzte sich als traditionelles Verkehrsdrehkreuz gegen Dresden durch, bis schließlich 1693 das Ober-Postamt in Leipzig zum Standort für die oberste sächsische Postbehörde bestimmt wurde und den Vorrang vor Dresden erhielt.
Die erste fahrende Post in Sachsen gab es ab 1660. Diese führte zunächst von Leipzig nach Berlin. 1661 wurde das sächsische Postwesen schließlich als landesherrliches Regal in eine Postordnung gefasst. Innerhalb von Sachsen wurde die erste fahrende Post am 30. August 1683 eingerichtet und fuhr zweimal in der Woche von Leipzig nach Dresden. Mit dieser Postkutsche wurden Pakete, Briefe, Kaufmannsgüter und auch Personen befördert. Kursächsische Postkutschen gehörten von da an zu den frequentierten Verkehrsmitteln. Sie gehörten zum Alltagsbild auf den Straßen Sachsens. Gewöhnlich ging die fahrende Post wöchentlich einmal von jeder größeren Stadt ab. Die Geschwindigkeit lag aber nur bei fünf Kilometer pro Stunde. 1692 begann die zweite Fahrverbindung innerhalb Sachsens ihren Dienst auf der Strecke von Leipzig nach Schneeberg. Am 16. Mai 1693 erschien eine Post- und Taxordnung, in der die Postgebühren und der einheitliche Betrieb der Postdienste geregelt wurden.
Kurzzeitig wurde um 1700 das Unternehmen für den Ausbau und weiteren Investitionen in private Hände gegeben und dezentralisiert um nach wenigen Jahren wieder verstaatlicht zu werden. Unter der Regie des Leipziger Oberpostmeisters pachteten nun regionale Postmeister, meist Gastwirte bestimmte Kurse, die in ihrem Nachrichtenaufkommen rentabel erschienen. Vor allem die Leipziger Großkaufleute Johann Jacob Kees der Ältere und sein Sohn Johann Kees der Jüngere bauten die sächsische Post am Ende des 17. Jahrhunderts zu einer flächendeckenden Institution aus. Die beiden sächsischen Oberpostmeister legten zusammen neben den 1697 bestehenden fünf Verbindungen 39 weitere Postverbindungen an. Die Anzahl der Postämter, Postexpeditionen, Posthaltereien stieg von 25 in 1690 auf 144 in 1720. Die Poststationen lagen meist 18 bis 27 Kilometer auseinander.
Das Wirtschaftszentrum Leipzig erhielt seit den 1690er Jahren eine einzigartige geometrische Kommunikationsstruktur, wobei der Aufbau des Postnetzes mit Kutschenbetrieb durch Landvermessung, Straßenbeschilderung, Straßenbau, Kartographie und der Publikation eines Kursbuches flankiert wurde. Dies führte zur Errichtung von Fahrplänen und Zeitregelungen und die Information des genauen Verlaufs der Postlinien in Karten. Kursächsische Theologen priesen den Aufbau dieser Kommunikationsstruktur als Zeichen für Gottes Segen auf diesem Land. Wie in Kurhannover und Preußen wurden in Sachsen die verbliebene Botenpost einfach verboten.
Das Postwesen kam 1712 wieder unter die Verwaltung des landesherrlichen Kammerkollegiums. Das sächsische Postnetz war zu dem Zeitpunkt engmaschiger als das aller anderen Postnetze der deutschen Territorialstaaten. Das Netz der ausgebauten Poststraßen führte den Verkehr nun in alle Richtungen.
→ Siehe auch: Deutsche Postgeschichte

#### Periodische Nachrichtenblätter
Die Bedeutung billiger Massennachrichtenblätter zeigte sich bereits in der ersten Hälfte des 16. Jahrhunderts. Durch den massenhaften Druck von Flugblättern, die entlang der vielbefahrenen Handelsrouten sich in die Welt verbreiteten, wurde die Reformation in ganz Europa verbreitet.
Eine weitere frühneuzeitliche Innovation betraf die Gründung von Nachrichtenblättern. Georg Greflingers Nordischer Mercurius aus Hamburg wurde zum Prototyp der politischen Zeitschrift und Hamburg zur führenden Nachrichtenstadt Deutschlands.
Erste Periodika entstanden in Leipzig erst nach dem Kriegseintritt des Kurfürstentums Sachsen in den Dreißigjährigen Krieg. Das älteste Zeitungsprivileg in Leipzig stammte aus dem Jahre 1633. 1634 gab der Leipziger Moritz Pörner eine Zeitung heraus, die etwa viermal in der Woche erschien.
Die erste Tageszeitung der Welt, die Einkommenden Zeitungen, wurde ab 1650 bis 1652 in Leipzig durch den Drucker Timotheus Ritzsch publiziert. Die Entwicklung dieses völlig neuen Mediums, das an die Infrastruktur des Postwesens angebunden war, beeinträchtigte die Autorität der Lokalregierungen und Magistrate. Einige der neugegründeten Zeitungen, darunter die Frankfurter Postzeitung des Frankfurter Reichspostmeisters Johann von den Birghden, zielten nicht auf den lokalen Markt, sondern auf den nationalen Markt. Im Heiligen Römischen Reich gab es zwischen 1605 und 1700 etwa 200 Zeitungsunternehmen in rund achtzig Druckorten im Reich.
In Leipzig erschien 1682 die erste Ausgabe der Acta eruditorum. Sie war die erste bedeutende Zeitschrift die aus Leipzig kam. Nötig wurde sie, weil neue Entdeckungen und Erkenntnisse auf vielen Gebieten der Wissenschaft die Buchproduktion überforderten. Leipzig entwickelte sich um 1700 über mehrere Jahrzehnte zum wichtigsten Druckort der Zeitschriften in Deutschland. Bis zu einem Drittel aller dieser Blätter kam in der Zeit der Aufklärung aus Leipzig. Hier entstanden auch die ersten Zeitschriften, in denen Meinungen dargelegt und gegen andere Ansichten polemisiert wurde: Christian Thomasius legte hier in Leipzig mit den Monatsgesprächen (erschienen 1688 bis 1690) den Grundstein für einen meinungsbetonten Journalismus.
Leipzig blieb über Jahrzehnte der wichtigste deutsche Zeitschriftenstandort. In den ersten Jahrzehnten des 18. Jahrhunderts erschienen ungefähr ein Drittel der deutschen Zeitschriften in Leipzig. Darunter waren bedeutende Blätter wie die historisch-kritische Zeitschrift Gespräche in dem Reiche derer Todten von David Faßmann oder die moralische Zeitschrift Die vernünftigen Tadlerinnen von Johann Christoph Gottsched, beide zugehörig zum Genre der moralischen Wochenschriften.
Dem Zeitungspächter in Kursachsen wurde unter Erhöhung der Pachtsumme der Vertrieb sämtlicher in- und ausländischen Zeitungen im Kurfürstentum überlassen und Zeitungsvertrieb durch Private oder durch Postbeamte verboten. Dies war das erste Zeitungsvertriebsmonopol.

## Konsequenzen
Der Ausbau der Kommunikations- und Verkehrsinfrastruktur veränderte das Raum- und Zeitdenken der damaligen Menschen. Bewegungsabläufe beschleunigten sich, Raum verkleinerte sich und Gegenden, die sonst im Dunkel der Überlieferungslosigkeit verharrten, wurden in ein Übertragungsnetz integriert und mit den Zentren verbunden.